# 小行星12975
小行星12975（12975 Efremov）是一颗绕太阳运转的小行星，为主小行星带小行星。该小行星于1973年9月28日发现。

## 轨道参数
小行星12975的轨道半长轴为2.5873461 UA，离心率为0.141。